# Mary Elvira Weeks
Mary Elvira Weeks, genannt Elvira (* 10. April 1892 in Lyons (Wisconsin); † 20. Juni 1975 in Detroit), war eine US-amerikanische Chemiehistorikerin.
Mary Elvira Weeks studierte am Ripon College mit dem Bachelor-Abschluss 1913 und erhielt 1914 ihren Master-Abschluss in Chemie bei J. Howard Matthews (1881–1970) an der University of Wisconsin. Danach arbeitete sie sieben Jahre als Lehrerin an der High School und Chemielaborantin. 1921 wurde sie Instructor an der University of Kansas, an der sie 1927 promoviert wurde und Assistant Professor und 1937 Associate Professor wurde. Sie hatte an der Universität kaum Zeit für Forschung, da sie eine hohe Lehrbelastung hatte und wandte sich zunehmend der Chemiegeschichte zu, was ihren Interessen an Kultur und Sprachen entgegenkam. Da dies ihren Karrierechancen in der Chemiefakultät nicht förderlich war, wechselte sie 1944 als Forschungsbibliothekarin an die Wayne State University (Kresge-Hooker Science Library). 1954 ging sie in den Ruhestand, war aber weiter als Übersetzerin und Chemiehistorikerin aktiv.
1932 bis 1933 schrieb sie eine Artikelserie über die Geschichte der Entdeckung der chemischen Elemente für das Journal of Chemical Education (21 Teile). Die Artikel wurden in einem Buch gesammelt, das zuerst 1934 erschien. Viele der Illustrationen stammten aus der Sammlung von Porträts von Chemikern ihres älteren Kollegen als Chemieprofessor an der University of Kansas Frank B. Dains (1869–1949). Dieser hatte nach seiner Promotion in Chicago 1898 ein Jahr in Berlin und Freiburg verbracht und mit dem Sammeln von Chemikerporträts begonnen. Weeks ergänzte dies durch Bilder ihrer eigenen Sammlung im Lauf der sieben Auflagen des Buches (in letzter Auflage 1968, wobei Henry M. Leicester Ko-Autor wurde, zunächst für künstlich erzeugte Elemente in der Kernchemie).
1947 begann sie als Nachfolgerin des im selben Jahr verstorbenen Charles Albert Browne (und noch auf dessen eigenen Wunsch), die Geschichte der American Chemical Society zu schreiben. Das Buch wurde 1952 veröffentlicht.
Mary Weeks erhielt 1967 den Dexter Award für Chemiegeschichte.

## Schriften
- The Discovery of the Elements, Easton, Pennsylvania: Mack Printing 1934, 6. Auflage Journal of Chemical Education 1956 mit Beteiligung von Henry M. Leicester, Archive, 7. Auflage 1968
- mit Charles A. Browne: A History of the American Chemical Society—Seventy-five Eventful Years, Washington D. C.: American Chemical Society 1952